# Eitan Shemeulevitch
Eitan Shemeulevitch (3 maart 1978) is een Israëlisch voormalig voetbalscheidsrechter. Hij was in dienst van FIFA en UEFA tussen 2012 en 2020. Ook leidde hij tot 2023 wedstrijden in de Ligat Ha'Al.
Op 3 juli 2012 debuteerde Shemeulevitch in Europees verband tijdens een wedstrijd tussen FK Shkëndija en Portadown FC in de voorronde van de UEFA Europa League; het eindigde in 0–0 en de Israëlische leidsman gaf twee gele kaarten. Zijn eerste interland floot hij op 14 november 2012, toen Ierland met 0–1 verloor van Griekenland door een doelpunt van José Holebas. Tijdens dit duel gaf Shmuelevitch gele kaarten aan Ciaran Clark, Shane Long (beiden Ierland) en Kostas Fortounis (Griekenland).

## Interlands
| Datum            | Plaats                | Wedstrijd             | Uitslag | Competitie             | Kreeg geel | Kreeg voor de tweede keer geel en dus rood | Weggestuurd |
| ---------------- | --------------------- | --------------------- | ------- | ---------------------- | ---------- | ------------------------------------------ | ----------- |
| 14 november 2012 | Dublin, Ierland       | Ierland – Griekenland | 0 – 1   | Vriendschappelijk      | 3          | 0                                          | 0           |
| 22 maart 2013    | Sofia, Bulgarije      | Bulgarije – Malta     | 6 – 0   | WK 2014 kwalificatie   | 1          | 0                                          | 0           |
| 17 november 2020 | Podgorica, Montenegro | Montenegro – Cyprus   | 4 – 0   | Nations League 2020/21 | 5          | 0                                          | 0           |